# براد جونسون (ممثل)
براد جونسون (بالإنجليزية: Brad Johnson)‏ هو ممثل أمريكي، ولد في 23 يوليو 1924 في الولايات المتحدة، وتوفي في 4 أبريل 1981 ببربانك في الولايات المتحدة.

## وصلات خارجية
- براد جونسون على موقع IMDb (الإنجليزية)
- براد جونسون على موقع قاعدة بيانات الفيلم (الإنجليزية)